# Eishockey-Bayernliga 1982/83
Die Eishockey-Bayernliga 1982/83 wurde unter dem Dach des „Bayerischen Eissportverbandes“ (BEV) organisiert, sie ist die höchste Spielklasse des Landesverbandes Bayern. Die Bayernliga wurde hinter der  Regionalliga Süd als fünfthöchste Spielklasse im deutschen Ligensystem eingestuft.

## Saisonverlauf
Die Eishockey-Bayernliga 1982/83 war die fünfzehnte Ausspielung dieser Liga. Meister und Aufsteiger in die Regionalliga Süd 1983/84 wurde der ESV Burgau. Zu den weiteren Aufsteigern gehörten SC Memmingen, ESC Dorfen und der EV Mittenwald. Absteiger und Rückzieher gab es keine.

### Modus
Die zehn Teilnehmer spielten eine Hin- und Rückrunde. Platz eins war Bayerischer Meister. Die Plätze eins bis vier waren als Aufsteiger für die Regionalliga Süd qualifiziert. Da die Plätze zwei und vier auf ihr Aufstiegsrecht verzichteten, konnten die Plätze fünf und sechs nachrücken. Absteiger gab es nicht, da die Regionalliga mit vier Bayernligisten aufgestockt werden musste.

## Teilnehmer
Nicht mehr dabei waren die Auf- und Absteiger der Vorsaison. Absteiger aus der Regionalliga gab es nicht, da die zwei RL-Absteiger sich in die Landesliga zurückzogen. Neu hinzukamen die Aufsteiger aus den Landesligen.
| - TSV Erding - ESV Burgau - SG Moosburg - SC Memmingen | - ERV Schweinfurt - EV Berchtesgaden - SV Hof (Aufsteiger) | - ESC Dorfen (Aufsteiger) - EV Mittenwald (Aufsteiger) - TSV Straubing 1b (Aufsteiger) |

### Meisterrunde
|    | Mannschaft           | Sp | Pkte |
| -- | -------------------- | -- | ---- |
| 1. | ESV Burgau           | 18 | 29   |
| 2. | EV Berchtesgaden     | 18 | 28   |
| 3. | SC Memmingen         | 18 | 25   |
| 4. | ERV Schweinfurt      | 18 | 23   |
| 5. | ESC Dorfen (N)       | 18 | 21   |
| 6. | EV Mittenwald (N)    | 18 | 19   |
| 7. | EHC Straubing 1b (N) | 18 | 15   |
| 8. | SG Moosburg          | 18 | 8    |
| 9. | SV Hof (N)           | 18 | 6    |
| 10 | TSV Erding           | 18 | 6    |

- (N) = Neu in der Liga  Meister und Aufsteiger  Aufsteiger  für die Bayernliga 1983/84 qualifiziert
- Bayerischer Meister 1982/83 wurde der ESV Burgau.